# درنة نبات

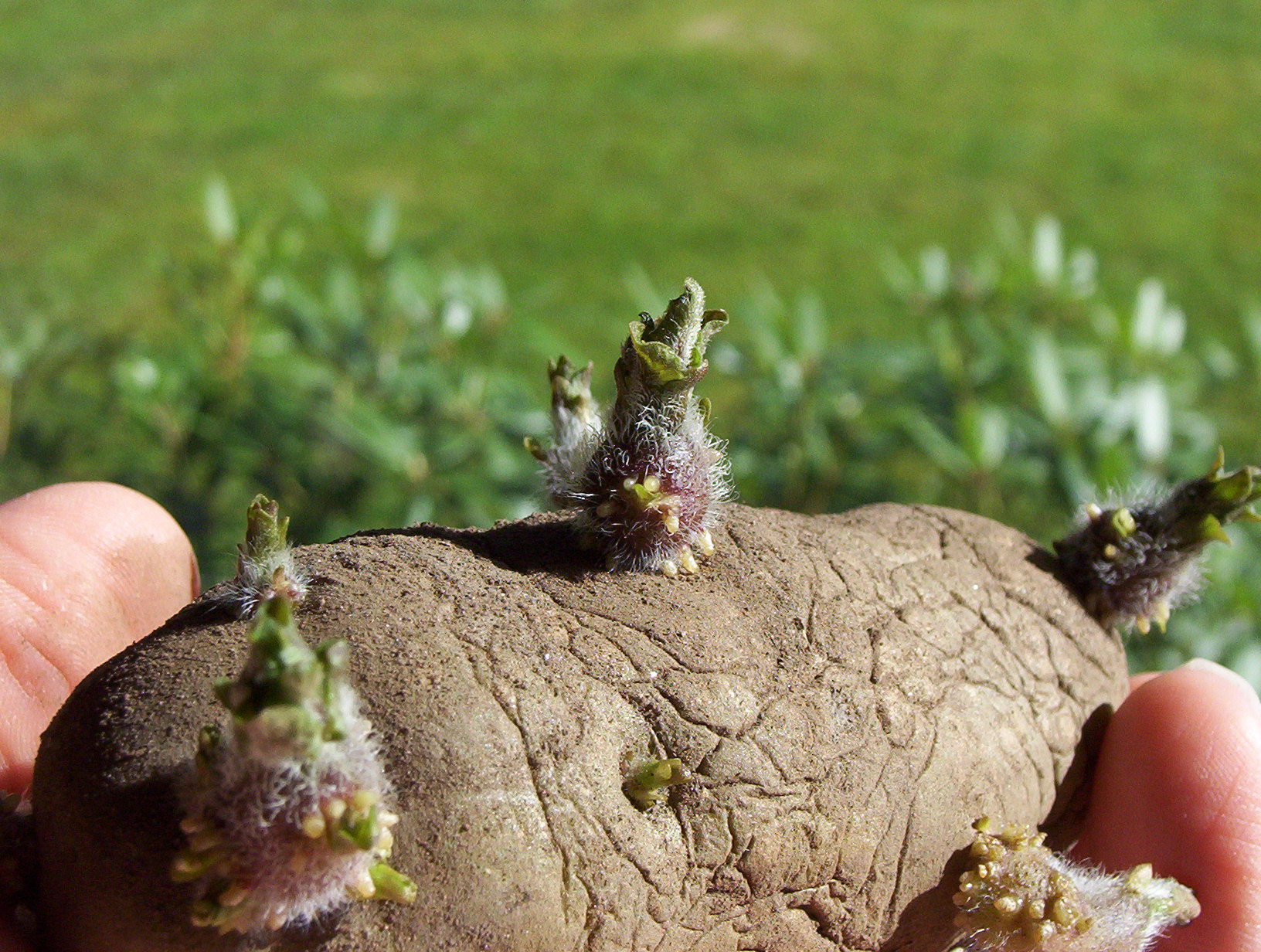
درنة بطاطا من صنف ايرلي روز

الدَّرَنة أو الحصيمة(بالإنجليزية: Tuber)‏ في النبات هي عضو مخزن للغذاء يحتوي على العديد من العيون وكل عين تحتضن مجموعة من البراعم في إبط الأوراق الحرشفية ومن أمثلة ذلك درنة البطاطا البيغونيا. الدرنة ساق نباتية متحورة تحمل البراعم التي تنمو لتعطي نباتات جديدة. وتعمل الدرنات في النبات أجهزة تخزين للمغذيات، حيث تساهم في الحفاظ على حياة النبات خلال فترة البيات الشتوي أو أشهر الجفاف، فتستخدم لتوفير الطاقة والمغذيات لإعادة النمو خلال موسم النمو القادم، ووسيلةَ التكاثر اللاجنسي.
تتشكل «الدرنات الجذعية» من جذامير (سوق تحت أرضية) أو أرآد (سوق زاحفة فوق الأرض).

## المصطلح
المصطلح اللاتيني (باللاتينية: Tuber) يعني كتلة أو نتوء أو تورم.
تحتوي الدرنات على جميع أجزاء الجذع الطبيعي، بما في ذلك العقد والسلاميات. العقد هي العيون وكل منها له ندبة ورقة. تترتب العقد أو العيون حول الدرنة بطريقة حلزونية تبدأ في النهاية مقابل نقطة التعلق إلى الاستاد. داخلياً، تمتلئ الدرنة بالنشا المخزن في الخلايا المتضخمة. يحتوي الجزء الداخلي من الدرنة على بنية الخلية النموذجية لأي ساق، بما في ذلك اللب والمناطق الوعائية والقشرة.
تُنتج الدرنة في موسم نمو واحد وتستخدم لتعمير النبات و للانتشار. عندما يأتي الخريف، يموت الهيكل فوق الأرض للنبات، لكن الدرنات تبقى على قيد الحياة خلال فصل الشتاء تحت الأرض حتى الربيع، عندما تعيد توليد البراعم الجديدة التي تستخدم الغذاء المخزن في الدرنات لتنمو. مع تطور التصوير الرئيسي من الدرنة، ينتج عن قاعدة الساق بالقرب من الدرنة جذور وبراعم جانبية على الساق. تتطاول فترة الاستراحة خلال الأيام الطويلة مع وجود مستويات عالية من أكسين تمنع نمو الجذور من الصعود. لا يبدأ تكوين درنات جديدة قبل الوصول النبات إلى عمر وحجم معينين يتيحان تخزين الفائض الغذائي. يجعل إنزيم أوكسيجيناز أنزيم هرمون، حمض جاسمونيك، الذي يشارك في التحكم بتطور درنة البطاطا.
تتشكل الدرنات على مقربة من سطح التربة وأحيانا حتى على سطح الأرض. عندما تزرع البطاطا، تقطع الدرنات إلى قطع وتزرع أعمق في التربة. زراعة القطع أعمق يخلق مساحة أكبر للنباتات لتوليد الدرنات وزيادتها. هذه البراعم تشبه الجذور وتنتج أحجار قصيرة من العقد أثناء وجودها في الأرض. عندما تصل البراعم إلى سطح التربة، فإنها تنتج الجذور والبراعم التي تنمو في النبات الأخضر.

## روابط خارجية
- Cook's Thesaurus has a good inventory of tuber varieties.